# Линнанкоски, Йоханнес

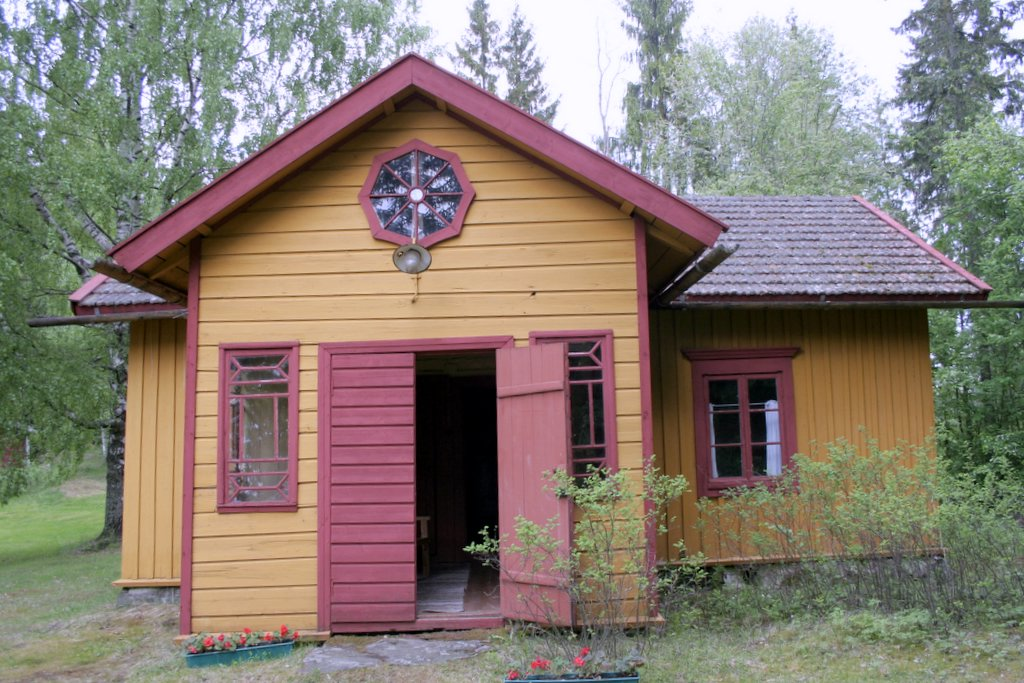
Дом-музей Йоханнеса Линнанкоски в Аскола

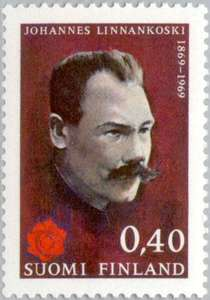
Почтовая марка Финляндии, выпущенная к 100-летию писателя, 1969 г.

Йо́ханнес Ли́ннанкоски (настоящее имя — Ви́хтори Йо́хан Пе́лтонен, фин. Johannes Linnankoski, Vihtori Johan Peltonen, 18 октября 1869, Аскола, Финляндия — 10 августа 1913, Хельсинки, Финляндия) — финский писатель, журналист и переводчик. Главные темы его произведений — вина, наказание, искупление и «вечная борьба» между старым и новым.

## Биография

### Детство и юность
Будущий писатель родился в 1869 году в крестьянской семье, самым младшим из семи детей. В его детстве семья перебралась в новую усадьбу Ниеменпелто, где в настоящее время находится дом-музей писателя.
В 1877—1882 учился в народной школе в Аскола. После этого работал лесорубом и сплавщиком леса на реке Порвоонйоки. С 1888 по 1890 учился в семинарии в Ювяскюля, которую, однако, не окончил. Затем около года издавался в издательстве Вернера Сёдерстрёма в Порвоо, однако в ноябре 1891 года отправился на военную службу. В армии Пелтонен был первым писцом, а позднее — учеником фельдшера. Одновременно со службой в армии он был корреспондентом газеты «Суометар». В этот период он также изучал шведский, датский и немецкий языки.

### Общественная деятельность
Вернувшись из армии в 1893 году, Пелтонен совместно с Вернером Сёдерстрёмом основал газету «Уусимаа», ставшую первой газетой на финском языке, издаваемой за пределами крупных городов. Первый номер газеты вышел 8 декабря 1894 года.
Пелтонен опубликовал множество газетных статей, популярных брошюр по сельскому хозяйству, общественным общеобразовательным вопросам, составил руководство по технике речи («Искусство речи») и сборник «История открытий и изобретений». Также он был одним из основателей Финской общеобразовательной школы в Порвоо, начавшей работать осенью 1895 года (в настоящее время носит его имя) и организации «Финны Порвоо» (фин. Porvoon Suomalaiset), созданной в 1896 году и сосредоточившейся на распространении идей финского патриотизма. Кроме того, принял участие в создании Порвооского национального отраслевого банка, Финской торговой ассоциации и Губернского сельскохозяйственного общества Уусимаа.
В 1906 году по случаю столетней годовщины со дня рождения Йохана Снелльмана Линнанкоски призвал носителей иностранных (прежде всего шведских) фамилий заменить их на финские. 12 мая 1906 года на страницах Финской Официальной газеты около 24 800 человек огласили свои новые финские фамилии. В этот же день Линнанкоски основал Союз Финского самосознания (фин. Suomalaisuuden liitto).

### Литературное наследие
В 1899 году Пелтонен женился на Эстер Другг, преподававшей в основанной им общеобразовательной школе; в браке родилось четверо детей. В это время он уходит из газеты «Уусимаа», чтобы посвятить себя семье и литературной деятельности. Он вместе с семьёй уезжает из Порвоо и постоянно переезжает с одного места на другое, живя, например, в Каринайнене, Сало, Халикко и Хаукивуори. Летний период писатель обычно проводил у себя на родине, в Аскола, либо у своего брата Эркки Пелтонена, преподававшего в Нурмесе.
В 1903 году была выпущена драматическая пьеса «Вечная борьба», ставшая первым крупным художественным произведением писателя. В основу пьесы положен библейский рассказ о Каине и Авеле. Центральный образ пьесы — Каин — мятежный дух, бросавший вызов Богу, воплощает идею культурного прогресса человечества, тогда как Авель — воплощение пассивности, бессильного подчинения человека божеству. За эту пьесу Линнанкоски получил премию Финского литературного общества.
Ещё большую популярность приобрёл роман «Песнь о багрово-красном цветке» (1905), рассказывающий о молодом сплавщике леса, покинувшем родной дом, который предстал в образе «рокового мужчины». По мотивам романа было снято три шведских (1919, 1934 и 1956) и два финских (1938 и 1971) фильма.
В основе повести «Борьба за дом Хейккиля» (1907) и повести из крестьянской жизни «Переселенцы» лежит идея «вечной борьбы» между старым и новым, как и в первой его пьесе, причём под «новым» Линнанкоски понимает современный ему капиталистический строй. В годы революционного подъёма финского пролетариата в 1905 году писатель выступает с трактовкой сущности капитализма как следствия свойств самого человека: по его мнению, капитализм, хотя и несёт в себе много зла, является в конечном итоге единственным носителем культуры, облагораживающей человека.
Новелла «Молочница Хилья» (1913) реалистически раскрывает особенности быта финского крестьянства.
10 августа 1913 года Йоханнес Линнанкоски умер в Хельсинки от анемии.

## Наиболее известные произведения
- Ikuinen taistelu (Вечная борьба) (драма, 1903)
- Laulu tulipunaisesta kukasta (Песнь о багрово-красном цветке) (роман, 1905)
- Taistelu Heikkilän talosta (Борьба за дом Хейккиля) (новелла, 1907)
- Pakolaiset (Переселенцы) (роман, 1908)
- Simson ja Delila (Самсон и Далила) (драма, 1911)

## Экранизации произведений
- Песнь о багрово-красном цветке (швед. Sången om den eldröda blomman, 1919)
- Песнь о багрово-красном цветке (швед. Sången om den eldröda blomman, 1934)
- Борьба за дом Хейккиля (фин. Taistelu Heikkilän talosta, 1936)
- Песнь о багрово-красном цветке (фин. Laulu tulipunaisesta kukasta, 1938)
- Утомлённый страстью (фин. Intohimon vallassa, 1947)
- Молочница Хилья (фин. Hilja, maitotyttö, 1953)
- Песнь о багрово-красном цветке (швед. Sången om den eldröda blomman, 1956)
- Песнь о багрово-красном цветке (фин. Laulu tulipunaisesta kukasta, 1971)